# Staraja Szyłowszczina
Staraja Szyłowszczina (ros. Старая Шиловщина) – wieś w Rosji, w rejonie kiczmiengsko-gorodieckim obwodu wołogodzkiego. W 2010 r. liczyła 11 mieszkańców.